# Платформа як послуга
Платфо́рма як по́слуга (англ. Platform as a service, PaaS) — модель надання хмарних обчислень, при якій споживач отримує доступ до використання інформаційно-технологічних платформ: операційних систем, систем управління базами даних, зв'язного програмного забезпечення, засобів розробки і тестування розміщених у хмарних провайдерах. У цій моделі вся інформаційно-технологічна інфраструктура, включаючи обчислювальні мережі, сервери, системи зберігання, цілком керується провайдером, ним же визначається набір доступних для споживачів видів платформ та набір керованих параметрів платформ, а споживачеві надається можливість використовувати платформи, створювати їх віртуальні екземпляри, встановлювати, розробляти, тестувати, експлуатувати на них прикладне програмне забезпечення, при цьому динамічно змінюючи кількість споживаних обчислювальних ресурсів.
Провайдер хмарної платформи може стягувати плату зі споживачів залежно від рівня споживання, тарифікація можлива за часом роботи додатків споживача, за обсягом оброблювальних даних і кількості транзакцій над ними, по мережному трафіку. Провайдери хмарних платформ досягають економічного ефекту за рахунок використання віртуалізації та економії на масштабах, коли з безлічі споживачів в один і той же час лише частина з них активно використовує обчислювальні ресурси, споживачі — за рахунок відмови від капітальних вкладень в інфраструктуру і платформи, розрахованих під пікову потужність і непрофільних витрат на безпосереднє обслуговування всього комплексу.
В 2011 році світовий ринок публічних PaaS оцінений в суму близько $ 700 млн, в числі 10 найбільших провайдерів вказуються Amazon.com (Beanstalk), Salesforce.com (Force.com, Heroku, Database.com), LongJump, Microsoft (Windows Azure), IBM (Bluemix), Red Hat (OpenShift), VMWare (Cloud Foundry), Google (App Engine), CloudBees, Engine Yard.
В 2012 році в OASIS запропонований стандарт для прикладного програмного інтерфейсу управління хмарними платформами CAMP (англ. cloud application managment for platforms), що визначає уніфіковані формати для команд програмного керування хмарними платформами(таких як запуск, припинення, запит на виділення ресурсів).

## Приклади
- AppearIQ
- AppScale
- AWS Elastic Beanstalk
- Cloud Foundry
- CloudControl
- Engine Yard
- Google App Engine
- Heroku
- Nodejitsu
- OpenShift
- OutSystems
- Salesforce
- WaveMaker
- Windows Azure Websites

## Виноски
1. ↑  Gartner Says Worldwide Platform as a Service Revenue is on Pace to Reach $707.4 Million in 2011. www.gartner.com. Процитовано 25 листопада 2015.
2. ↑  10 Most Powerful PaaS Companies. CIO. Архів оригіналу за 30 листопада 2016. Процитовано 25 листопада 2015.
3. ↑  OASIS Cloud Application Management for Platforms (CAMP) TC | OASIS. www.oasis-open.org. Процитовано 25 листопада 2015.
4. ↑  Oracle rallies PaaS providers to float cloud interop spec • The Register. www.theregister.co.uk. Процитовано 25 листопада 2015.